# Dekanat Boguszowice
Dekanat Boguszowice – jeden z 37 dekanatów katolickich w archidiecezji katowickiej, utworzony w 1979 r. W jego skład wchodzą następujące parafie:
| Lp | Parafia                                              | Data powstania   | Proboszcz              | Adres                                        | Zdjęcie |
| -- | ---------------------------------------------------- | ---------------- | ---------------------- | -------------------------------------------- | ------- |
| 1  | Rybnik – Boguszowice Najświętszego Serca Pana Jezusa | XIII w.          | ks. Paweł Habrajski    | ul. Małachowskiego 18, 44-251 Rybnik         |         |
| 2  | Rybnik – Boguszowice Osiedle św. Barbary             | 25 lipca1978     | ks. Piotr Rożyk        | ul. Lompy 18 44-253 Rybnik                   |         |
| 3  | Jastrzębie-Zdrój – Borynia Matki Bożej Piekarskiej   | 1 stycznia 1990  | ks. Bogdan Wąż         | ul. Świerklańska 16, 44-268 Jastrzębie-Zdrój |         |
| 4  | Jankowice Bożego Ciała                               | 25 stycznia 1897 | ks. Kazimierz Czempiel | ul. Rybnicka 34, 44-264 Jankowice            |         |
| 5  | Jankowice Najświętszej Maryi Panny Królowej Rodzin   | 21 grudnia 2014  | ks. Łukasz Dziura      | ul. Górnicza 2 44-264 Jankowice              |         |
| 6  | Rybnik – Kłokocin św. Józefa                         | 10 kwietnia 1977 | ks. Krzysztof Sykulski | ul. Dębowa 7a 44-251 Rybnik                  |         |
| 7  | Świerklany św. Anny                                  | 28 maja 1957     | ks. Piotr Kędzior      | ul. ks. Ligonia 13 44-266 Świerklany         |         |